# Tvåsporig säcklav
Tvåsporig säcklav (Solorina bispora) är en lavart som beskrevs av Nyl. Tvåsporig säcklav ingår i släktet Solorina och familjen Peltigeraceae.  Arten är reproducerande i Sverige. Inga underarter finns listade i Catalogue of Life.